# Presque Isle (Pennsylvanie)
Pour les articles homonymes, voir Presque Isle.
La Presque Isle est une péninsule américaine sur le lac Érié relevant de Millcreek Township, dans le comté d'Érié, en Pennsylvanie. Protégée au sein du parc d'État de Presque Isle, elle délimite la baie de Presque Isle. Elle est considérée comme un National Natural Landmark depuis 1967.